# Francisca Crovetto
Francisca Valeria Crovetto Chadid (* 27. April 1990 in Santiago de Chile) ist eine chilenische Sportschützin.

## Erfolge
Francisca Crovetto begann 2005 im Skeet bei internationalen Wettkämpfen anzutreten. Ihre erste internationale Medaille gewann sie bei den Südamerikaspielen 2010 in Medellín, als sie sich sogleich die Goldmedaille sicherte. Bei Südamerikaspiele folgten in den anschließenden Jahren bei jeder Teilnahme weitere Medaillengewinne. So belegte sie 2014 im heimischen Santiago de Chile den zweiten und 2018 in Cochabamba den dritten Platz. Bei den Südamerikaspielen 2022 in Asunción gewann Crovetto nochmals die Silbermedaille. Auch bei den Panamerikanischen Spielen stand sie nach einem vierten Platz 2007 in Rio de Janeiro bei jeder ihrer nachfolgenden Teilnahmen auf dem Podium: 2011 erreichte sie in Guadalajara ebenso den zweiten Platz wie 2019 in Lima. Dazwischen wurde sie 2015 in Toronto Dritte. Ihren größten Erfolg bei den Spielen feierte sie schließlich vor heimischer Kulisse, als sie 2023 in Santiago den Wettbewerb erstmals gewann und sich die Goldmedaille sicherte.
Im Jahr 2012 gab Crovetto in London außerdem ihr Olympiadebüt. Im Skeetwettbewerb verpasste sie mit in drei Runden erschossenen 66 Punkten als Achte knapp die Finalqualifikation. Weniger erfolgreich verliefen vier Jahre darauf die Olympischen Spiele in Rio de Janeiro. Diesmal kam Crovetto mit 62 Punkten nicht über den 19. Platz hinaus. Bei den 2021 ausgetragenen Olympischen Spielen 2020 in Tokio blieb sie erneut weit von einer Finalqualifikation entfernt. 112 Punkte, die diesmal in fünf Runden geschossen wurden, reichten lediglich für Rang 23. Während der Eröffnungsfeier war sie gemeinsam mit dem Beachvolleyballspieler Marco Grimalt die Fahnenträgerin ihrer Nation. Ihr erstes olympisches Finale erreichte Crovetto schließlich bei den Olympischen Spielen 2024 in Paris. Mit 120 Punkten war sie in der Qualifikation eine von vier Schützinnen, die zum Shoot-off um die letzten beiden Finalplätze antraten, und beendete diesen mit acht Treffer als beste Schützin und damit als Fünfte der Qualifikation. Im Finale der sechs besten Schützinnen erzielte sie ebenso wie die Britin Amber Rutter insgesamt 55 Treffer, sodass es zwischen den beiden zum Shoot-off um die Goldmedaille kam. Dabei traf Crovetto sieben Ziele, während Rutter sechs Treffer schaffte, womit Crovetto Olympiasiegerin wurde. Crovettos Goldmedaille war die dritte in Chiles Olympiahistorie und die erste, die von einer Frau gewonnen wurde.